# Polynema ovatum
Polynema ovatum är en stekelart som beskrevs av Soyka 1956. Polynema ovatum ingår i släktet Polynema och familjen dvärgsteklar. Inga underarter finns listade i Catalogue of Life.